# 숲황새
숲황새(Wood stork)는 황새과에 속하는 큰 새이며, 1758년 칼 폰 린네에 의해 처음 묘사된 이 황새는 아메리카 아열대 및 열대 지역이 원산지이며, 수위가 변동하는 서식지에서도 서식한다. 북아메리카에서 번식하는 유일한 황새 종이다. 머리와 목에는 깃털이 없고 짙은 회색을 띤다. 깃털은 대부분 흰색이며, 꼬리와 일부 날개 깃털은 검은색에 녹색을 띤 보라색 광택이 있다.
전 세계적으로 숲황새는 국제자연보전연맹(IUCN)에서 가장 우려하지 않는 것으로 간주된다. 미국에서는 역사적인 개체군 거점인 플로리다주 에버글레이즈에서 적절한 먹이 서식지를 잃었기 때문에 이전에 멸종위기종으로 분류되었다. 이후 북쪽 범위 확장과 개체 수 증가로 인해 멸종위기종으로 분류되었다.

## 묘사

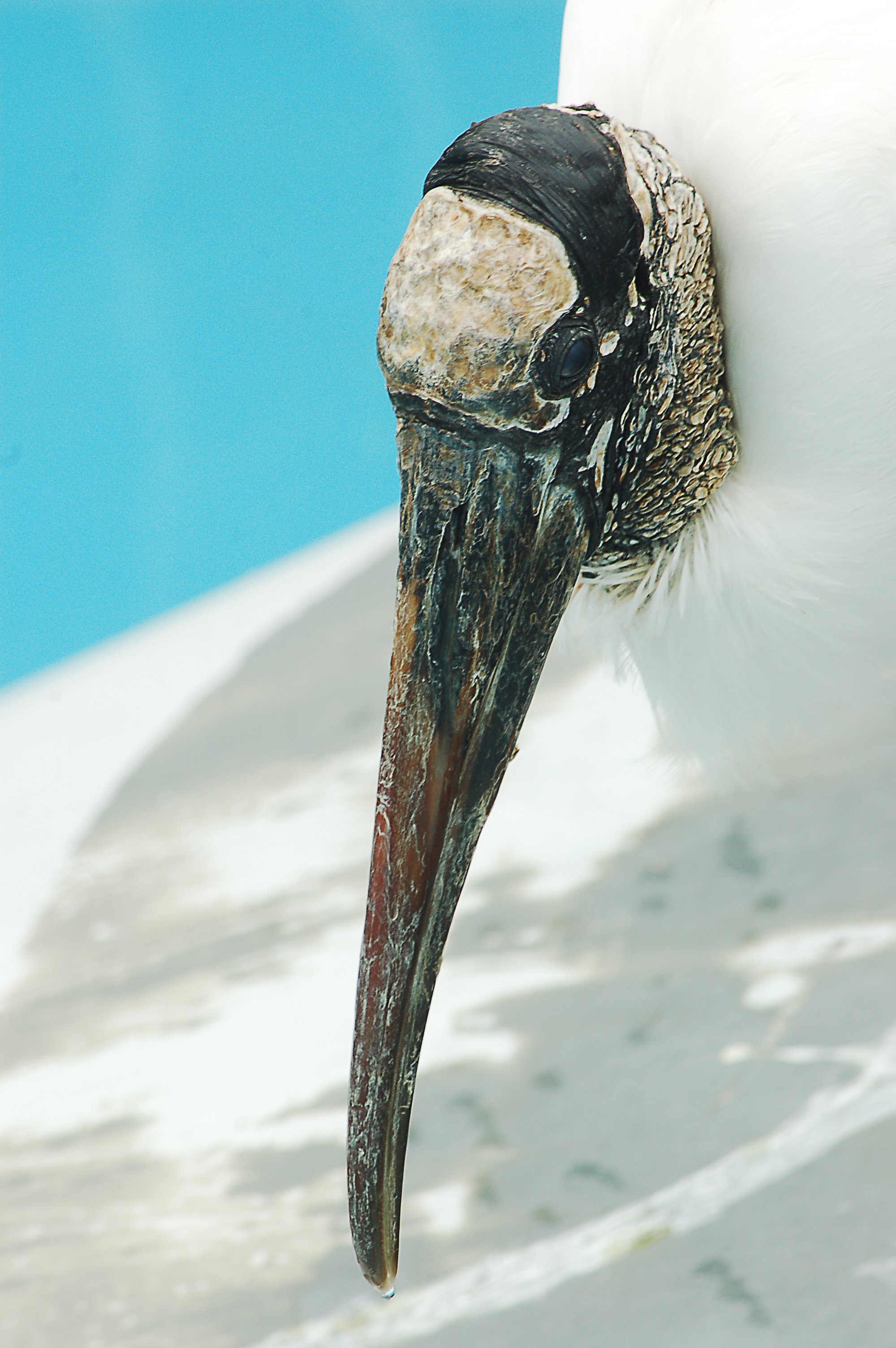
숲황새의 머리는 따오기아과의 머리와 매우 비슷하다.

성체 숲황새는 키가 83~115cm이고 날개 길이가 140~180cm인 큰 새이다. 수컷은 일반적으로 2.5~3.3kg, 평균 무게는 2.7kg, 암컷은 2.0~2.8kg, 평균 무게는 2.42kg이다. 또 다른 추정에 따르면 평균 무게는 2.64kg이다. 성체의 머리와 목은 맨살이고 비늘 모양이 있는 피부는 짙은 회색이다. 아래로 굽은 검은 부리는 길고 밑부분이 매우 넓다. 깃털은 대부분 흰색이며, 기본, 보조, 꼬리는 검은색이며 녹색과 보라색의 홍채색을 띠고 있다. 다리와 발은 어둡고, 번식기에는 분홍색/베이지색 발가락이 분홍색이다. 성별은 비슷하다.
갓 부화한 병아리는 약 10일 만에 밀도가 높고 울퉁불퉁한 흰색 털로 대체되는 드문드문한 회색 털을 가지고 있다. 병아리는 3~4주 후에 성체 키의 절반 정도로 빠르게 자란다. 6주와 7주 후에는 머리와 목의 깃털이 연기가 나는 회색으로 변한다. 발아 시 성체와 비슷하며 깃털이 달린 머리와 노란색 부리가 있다는 점에서만 다르다.

## 분포 및 서식지
현재 숲황새의 서식 범위는 미국 남동부, 멕시코, 중앙아메리카, 쿠바, 남아메리카를 포함한다.
미국 내에는 플로리다주, 조지아주, 노스캐롤라이나주, 사우스캐롤라이나주에 작은 번식 개체군이 존재한다. 미국의 번식 후 조류는 앨라배마주와 미시시피주까지 서쪽에서 발견할 수 있다.
멕시코에서는 번식하지 않는 새들이 태평양과 대서양 연안 모두에서 발견될 수 있으며, 번식 집단은 태평양 연안에만 제한되어 있다. 멕시코 서부의 황새 번식 집단에 대한 대부분의 설명은 35년 이상 된 것으로 알려져 있지만, 최근 자료에 따르면 남서부 오아하카주와 콜리마주에서 활발한 둥지 서식이 확인되었다.
숲황새는 수위가 변동하는 다양한 열대 및 아열대 습지 서식지에 적응할 수 있으며, 이를 통해 번식을 시작한다. 물 위나 물로 둘러싸인 나무에 둥지를 꾼다. 담수 서식지에서는 주로 미국의 낙우송속 나무가 우거진 숲에 둥지를 틀고, 하구에서는 일반적으로 맹그로브숲의 나무에 둥지를 꾼다. 숲황새는 낙우송속 나무가 많은 서식지에서는 담수 습지를 이용해 먹이를 먹으며, 맹그로브 숲이 있는 지역에서는 기수를 사용한다. 호수가 많은 지역에서는 호수, 개울, 강 가장자리를 먹이로 삼는다.

## 행동생태학

### 사냥 및 먹이
건기에는 주로 곤충으로 보충된 물고기를 먹는다. 반면 우기에는 물고기가 식단의 약 절반을 차지하고 게가 약 30%, 곤충과 개구리가 나머지를 차지한다. 숲황새는 작은 물고기보다 더 큰 물고기를 더 자주 먹는다. 성체 숲황새가 생존하려면 하루에 약 520g이 필요한 것으로 추정된다. 온 가족이 번식기당 약 200kg이 필요한 것으로 추정된다.
숲황새는 번식하지 않을 때는 무리를 지어, 번식할 때는 혼자서, 번식할 때는 소규모로 먹이를 찾는다. 건기에는 일반적으로 먹이를 찾기 위해 물속에 부리를 담그고 천천히 앞으로 걸어간다. 우기에는 먹이를 잡기 위해 약 40%의 시간을 이 방법을 사용한다. 이 기간 동안 황새가 매 걸음 전에 발을 위아래로 펌핑하면서 부리를 물속에 넣고 매우 천천히 걷는 발 교반이 약 35%의 시간 동안 사용된다. 이 두 가지 사냥 방법 모두 시각적이지 않다.